# Cattleya araguaiensis
Cattleya araguaiensis es una especie de orquídea epifita, originaria de Brasil y su hábitat es el borde de Río Araguaia.

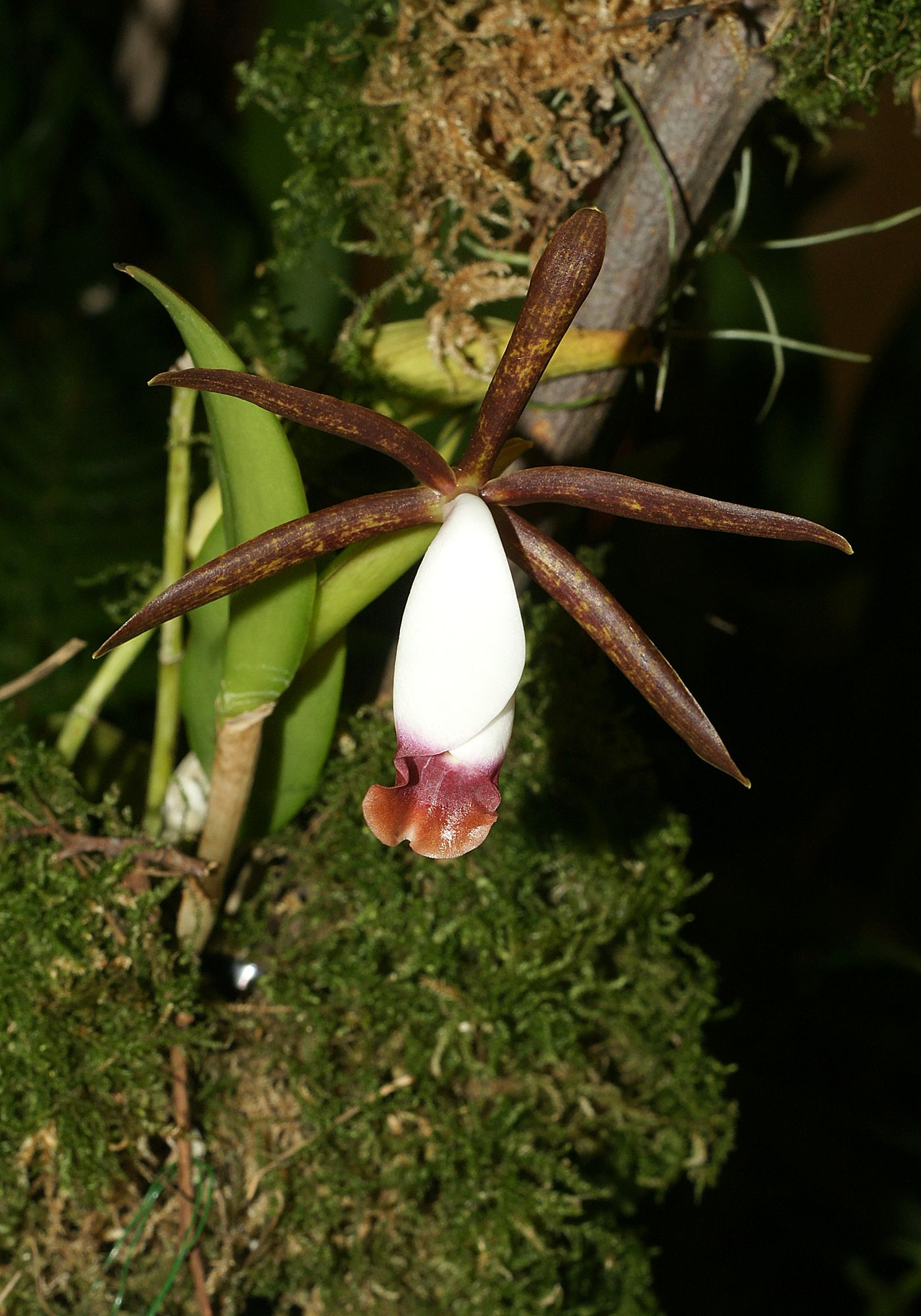
Vista de la planta

## Descripción
Este género se caracteriza por sus pseudobulbos unifoliados cilíndricos, hojas delgadas y rígidas, carnosas, oblongas, con ápice más o menos agudo, dándole a la planta una apariencia muy similar a la de Pleurothallis saurocephala. La inflorescencia apical, es comúnmente uniflora, en ocasiones, cuando está bien crecido, con más flores.
Las flores son estrelladas, con los sépalos más estrechos, lanceolados, asimétricos. Pétalos un poco más cortos y más estrechos que los sépalos, también lanceolados, ligeramente recurvados. Labio ancho, ligeramente trilobulado con lóbulos laterales envolviendo por completo la columna muy pequeña y central, ligeramente doblada hacia abajo. Tanto los pétalos como los sépalos son de color marrón, con o sin manchas de color amarillo u ocre y el labio es blanco con el tubo frontal amarillo y morado que se diluye en la parte delantera en tonos más claros o marrón.

## Distribución y hábitat
Es una especie epífita, de crecimiento cespitoso, se encuentra en el bosque cerca del Río Araguaia, en Tocantins y Goiás.

## Taxonomía
Cattleya araguaiensis fue descrita por Guido Frederico João Pabst   y publicado en Orquídea (Niteroi) 29: 9. 1967.
Etimología
Cattleya: nombre genérico otorgado en honor de William Cattley orquideólogo aficionado inglés,
araguaiensis: epíteto geográfico que alude a su localización en el Río Araguaia.
Sinonimia
- - ×Brassocattleya araguaiensis (Pabst) H.G.Jones
  - Cattleya araguaiensis Pabst (Basónimo)
  - Schluckebieria araguaiensis (Pabst) Braem
  - Cattleyella araguaiensis f. alba (L.C.Menezes) van den Berg & M.W.Chase
  - Cattleya araguaiensis f. alba (L.C.Menezes) E.A.Christenson
  - Cattleya araguaiensis var. alba L.C.Menezes (Basónimo)[8][9]